# 芒刺杜鹃
芒刺杜鹃（学名：Rhododendron strigillosum）为杜鹃花科杜鹃花属下的一个种。

## 扩展阅读
維基物種上的相關：芒刺杜鹃